# História do Exército de Libertação Popular Chinês

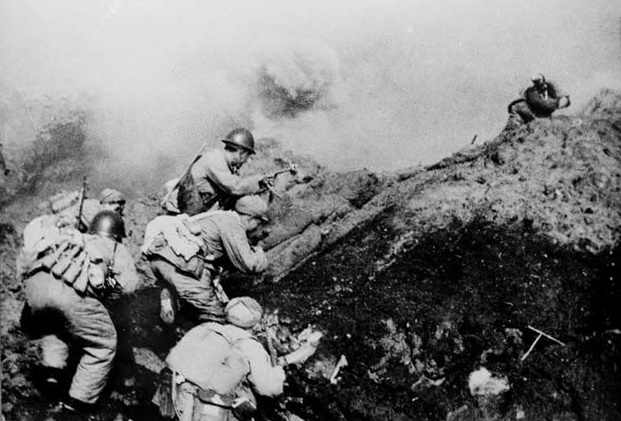
Soldados do ELP assaltando a Colina 203 durante a batalha anfíbia das ilhas Yijiangshan, em 1955.

A história do Exército de Libertação Popular Chinês começou em 1927 com o início da Guerra Civil Chinesa e se estende até o presente, tendo se desenvolvido de uma força de guerrilha camponesa para a maior força armada do mundo.

## Contexto histórico
Ao longo dos séculos, duas tendências influenciaram o papel dos militares na vida nacional, uma em tempos de paz e outra em tempos de convulsão. Em tempos de paz e estabilidade, as forças militares estavam firmemente subordinadas ao controle civil. As forças armadas eram fortes o suficiente para sobrepujar rebeliões domésticas e invasões estrangeiras, mas não ameaçavam o controle civil do sistema político. Em tempos de desordem, no entanto, novos líderes e organizações militares surgiam para desafiar o antigo sistema, resultando na militarização da vida política. Quando um desses líderes se tornava forte o suficiente, estabeleceria uma nova ordem política governando toda a China. Depois de consolidar o poder, o novo governante ou seus sucessores subordinariam os militares ao controle civil mais uma vez.
Desde a década de 1960, a China considerava a União Soviética a principal ameaça à sua segurança; ameaças menores foram representadas por disputas fronteiriças de longa data com o Vietnã e a Índia. As reivindicações territoriais e os interesses econômicos da China fizeram do Mar da China Meridional uma área de importância estratégica para a China. Embora a China buscasse a reunificação pacífica de Taiwan com a China continental, não descartou o uso da força contra a ilha se ocorrerem graves distúrbios internos, uma declaração de independência ou uma aliança ameaçadora.

## Antes da fundação da República Popular da China

Bandeira do Exército Vermelho dos Trabalhadores e Camponeses Chineses (中國工農紅軍).

As divisões do "Exército Vermelho dos Trabalhadores e Camponeses Chineses" (中國工農紅軍) foram nomeadas de acordo com as circunstâncias históricas, às vezes de forma não consecutiva. As primeiras unidades comunistas muitas vezes se formavam por deserção das forças existentes do Kuomintang, mantendo suas designações originais. Além disso, durante a Guerra Civil Chinesa, o controle central de enclaves separados controlados pelos comunistas dentro da China era limitado, aumentando a confusão de nomenclatura das forças comunistas. Na época da Grande Marcha de 1934, numerosas pequenas unidades haviam sido organizadas em três grupos unificados, o Exército Vermelho da Primeira Frente (紅一方面軍/红一方面军/Hóng Yī Fāngmiàn Jūn), o Exército Vermelho da Segunda Frente (紅二方面軍/红二方面军/Hóng Èr Fāngmiàn Jūn) e o Exército Vermelho da Quarta Frente (紅四方面軍/红四方面军/Hóng Sì Fāngmiàn Jūn), também traduzido como "Primeira Frente Exército Vermelho", "Segunda Frente Exército Vermelho" e "Quarta Frente Exército Vermelho".

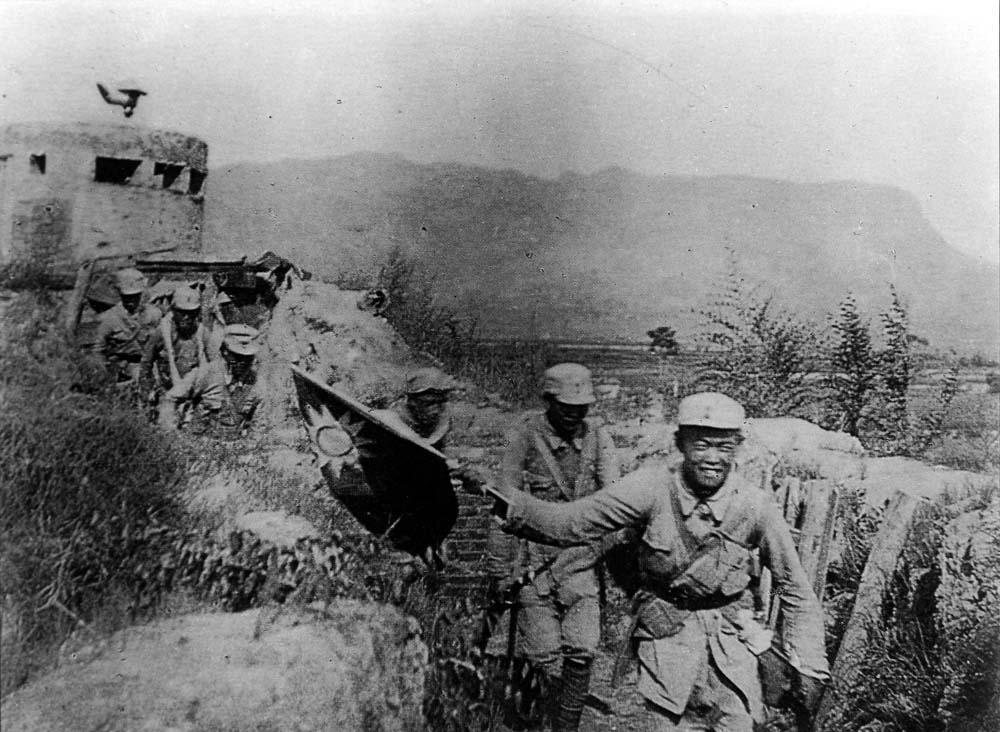
Soldados comunistas chineses vitoriosos, com a bandeira da República da China no ato da conquista de Niangziguan, durante a Ofensiva dos Cem Regimentos em 1940.

O pensamento militar de Mao surgiu das experiências do Exército Vermelho no final dos anos 1930 e início dos anos 1940 e formou a base para o conceito de "guerra popular", que se tornou a doutrina do Exército Vermelho e do ELP. Ao desenvolver seu pensamento, Mao baseou-se nas obras do estrategista militar chinês Sun Zi (século IV a.C.) e de teóricos soviéticos e outros, bem como no folclore das revoltas camponesas, como as histórias encontradas no romance clássico Shuihu Zhuan (Margem d'Água) e as histórias da Rebelião Taiping. Sintetizando essas influências com as lições aprendidas com os sucessos e fracassos do Exército Vermelho, Mao criou uma doutrina político-militar abrangente para travar a guerra revolucionária. A guerra popular incorporou medidas políticas, econômicas e psicológicas com uma prolongada luta militar contra um inimigo superior. Como doutrina militar, a guerra popular enfatizava a mobilização da população para apoiar as forças regulares e de guerrilha; a primazia do homem sobre as armas, com motivação superior compensando tecnologia inferior; e as três fases progressivas da guerra prolongada — defensiva estratégica, impasse estratégico e ofensiva estratégica. Durante o primeiro estágio, as forças inimigas seriam "atraídas profundamente" no território em questão para estendê-las demais, dispersá-las e isolá-las. O Exército Vermelho estabeleceria áreas de base para assediar o inimigo, mas essas bases e outros territórios poderiam ser abandonados para preservar as forças do Exército Vermelho. Além disso, as políticas ordenadas por Mao para todos os soldados seguirem, os Oito Pontos de Atenção, instruíram o exército a evitar danos ou desrespeito aos camponeses, independentemente da necessidade de alimentos e suprimentos. Esta política ganhou apoio para os comunistas entre os camponeses rurais.
Em 15 de janeiro de 1949, a Comissão Militar Central do Partido Comunista decidiu reorganizar os exércitos regionais do ELP em quatro exércitos de campanha.

## República Popular da China

### Disputas fronteiriças na década de 1970

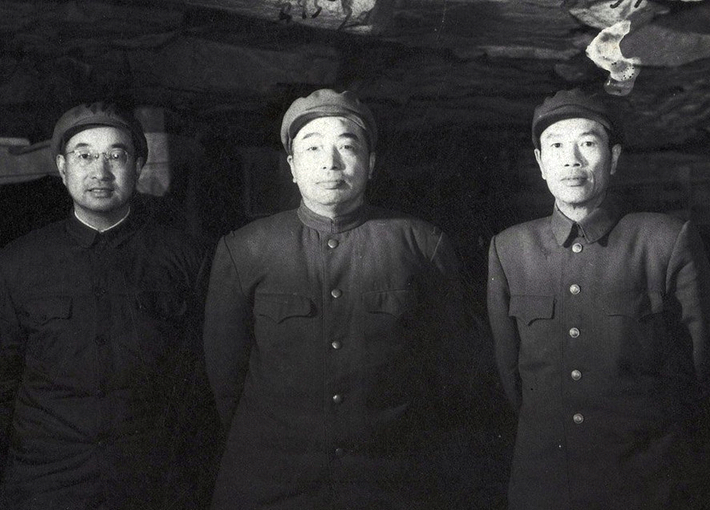
Três comandantes chineses durante a Guerra da Coréia. Da esquerda para a direita: Chen Geng (1952); Peng Dehuai (1950–1952); e Deng Hua (1952-1953).

Em janeiro de 1974, o ELP entrou em ação no Mar da China Meridional após uma longa disputa com a República do Vietnã (Vietnã do Sul) sobre as Ilhas Paracel. O ELP tomou com sucesso o controle de três ilhas disputadas em uma batalha naval e um subsequente assalto anfíbio.
Uma guerra sino-vietnamita revelou deficiências específicas nas capacidades militares e, assim, forneceu um impulso adicional ao esforço de modernização militar. A guerra de fronteira, a maior operação militar do ELP desde a Guerra da Coréia, foi essencialmente uma campanha limitada e ofensiva da força terrestre. A guerra teve resultados mistos militar e politicamente. Embora as forças chinesas numericamente superiores tenham penetrado cerca de cinquenta quilômetros no Vietnã, o ELP não estava em boas relações com suas linhas de suprimentos e não conseguiu obter uma vitória decisiva na guerra. Tanto a China quanto o Vietnã reivindicaram a vitória.

### Modernização militar na década de 1980
Em 1981, o ELP realizou seu maior exercício militar no norte da China desde a fundação da República Popular da China. Em 1985, Deng Xiaoping anunciou que o ELP desmobilizaria 1 milhão de soldados.
Por outro lado, batalhas e escaramuças de fronteira continuaram ao longo da década de 1980.

## Cronologia

### A Guerra Civil de Dez Anos (1927-1937)

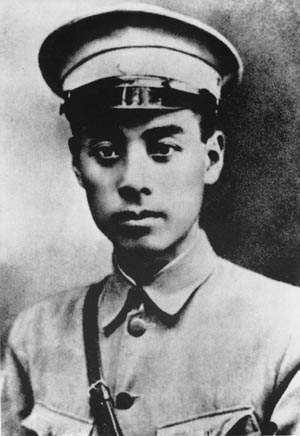
Zhou Enlai com o uniforme do Exército Nacionalista, 1924.

- - Zhou Enlai com o uniforme do Exército Nacionalista, 1924.1927: Revolta de Nanchang / Revolta da Colheita de Outono / Revolta de Guangzhou
  - Campanhas do Kuomintang contra o Soviete de Jiangxi:

-   - Novembro de 1930 a dezembro de 1931: Primeira Campanha de Cerco contra o Soviete de Jiangxi
  - Abril a maio de 1931: Segunda Campanha de Cerco contra o Soviete de Jiangxi
  - Julho de 1931: Terceira Campanha de Cerco contra o Soviete de Jiangxi
  - Dezembro de 1932 a março de 1933: Quarta Campanha de Cerco contra o Soviete de Jiangxi
  - Setembro de 1933 a outubro de 1934: Quinta Campanha de Cerco contra o Soviete de Jiangxi

- - 1934-1936: A Grande Marcha, uma retirada estratégica para evitar a destruição pelos exércitos nacionalistas de Chiang Kai-shek
  - 1935: Batalha na Ponte de Luding

### Segunda Guerra Sino-Japonesa (1937-1945)
- 1937 a 1945: Segunda Guerra Sino-Japonesa

- - 25 de setembro de 1937: A Batalha de Pingxingguan
  - Janeiro de 1940: O Incidente do Novo Quarto Exército
  - Agosto-dezembro de 1940: Ofensiva dos Cem Regimentos

### Guerra Civil Chinesa (1945-1950)

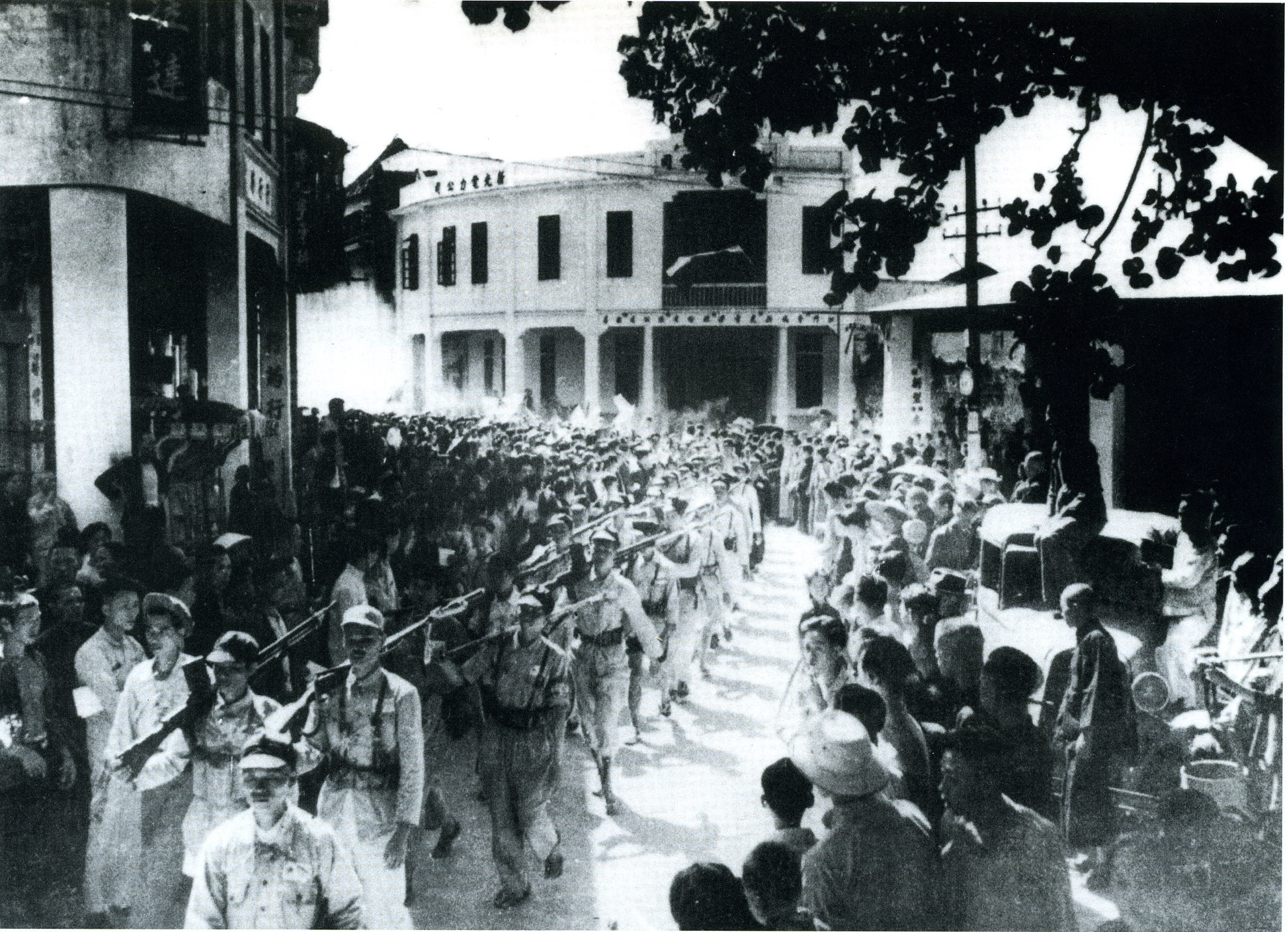
Ocupação de Jiangmen pelo Exército de Libertação Popular em 1949.

- Ocupação de Jiangmen pelo Exército de Libertação Popular em 1949.1945 a 1950: Guerra Civil Chinesa entre o Kuomintang e o Exército Vermelho:

- - 10 de setembro de 1945 a 12 de outubro de 1945 – Campanha de Shangdang
  - 22 de outubro de 1945 a 2 de novembro de 1945 – Campanha de Handan
  - 17 de dezembro de 1946 a 1º de abril de 1947 – Campanha de Linjiang
  - 13 de maio de 1947 a 1 de julho de 1947 – Ofensiva de Verão de 1947 no nordeste da China
  - 14 de setembro de 1947 a 5 de novembro de 1947 – Ofensiva de Outono de 1947 no nordeste da China

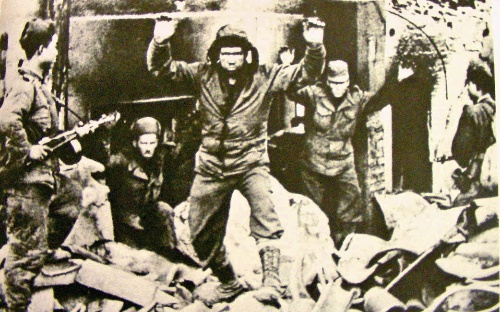
Soldados americanos sendo feitos prisioneiros em um contra-ataque chinês na Batalha de Triangle Hill, 1952.

  - Soldados americanos sendo feitos prisioneiros em um contra-ataque chinês na Batalha de Triangle Hill, 1952.10 de outubro de 1947 - Exército da Oitava Rota e Novo Quarto Exército reorganizados no Exército de Libertação Popular
  - 15 de dezembro de 1947 a 15 de março de 1948 – Ofensiva de Inverno de 1947 no nordeste da China
  - 23 de maio de 1948 a 19 de outubro de 1948 – Cerco de Changchun
  - 12 de setembro de 1948 a 12 de novembro de 1949 – Campanha de Liaoshen
  - 7 de outubro de 1948 a 15 de novembro de 1948 – Batalha de Jinzhou
  - 6 de novembro de 1948 a 10 de janeiro de 1949 – Campanha Huaihai
  - 29 de novembro de 1948 a 31 de janeiro de 1949 – Campanha de Pingjin
  - 25 de outubro de 1949 a 27 de outubro de 1949 – Batalha de Kuningtou
  - 3 de novembro de 1949 a 5 de novembro de 1949 – Batalha da Ilha Denbu
  - 3 de março de 1950 a 3 de março de 1950 – Batalha da Ilha de Nan'ao
  - 12 de maio de 1950 a 2 de junho de 1950 – Campanha de Xangai
  - 25 de maio de 1950 a 7 de agosto de 1950 – Campanha do Arquipélago de Wanshan
  - 9 de agosto de 1950 a 9 de agosto de 1950 – Batalha da Ilha de Nanpéng

### República Popular da China (desde 1949)

#### Estreito de Taiwan (consequência da guerra civil)

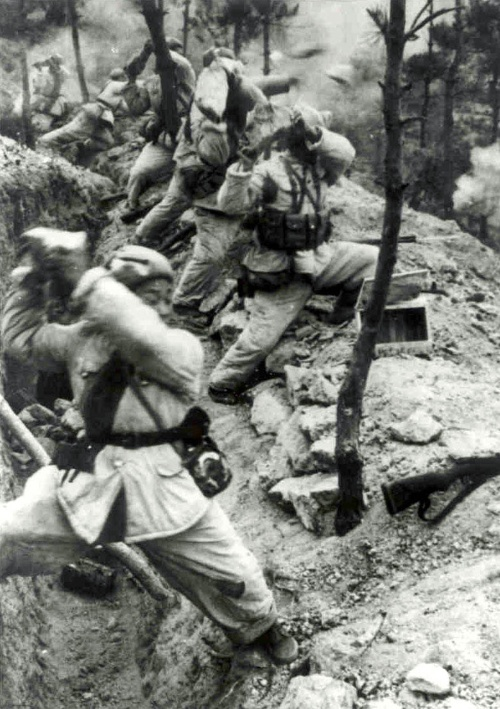
Soldados chineses atirando pedras nos soldados da ONU após gastarem toda a munição durante a Batalha de Triangle Hill, na Coréia, em 1952.

- Soldados chineses atirando pedras nos soldados da ONU após gastarem toda a munição durante a Batalha de Triangle Hill, na Coréia, em 1952.1952 a 1996: conflito do Estreito de Taiwan com a República da China (Taiwan):

- - 11 de abril de 1952 a 15 de abril de 1952 – Batalha da Ilha Nanri
  - 20 de setembro de 1952 a 20 de outubro de 1952: Batalha do Arquipélago de Nanpéng
  - Agosto de 1954 a maio de 1955: A Primeira Crise do Estreito de Taiwan

-   - 18 de janeiro de 1955 a 20 de janeiro de 1955: Batalha das Ilhas Yijiangshan

- - 23 de agosto a 6 de outubro de 1958: Segunda Crise do Estreito de Taiwan
  - 21 de julho de 1995 a 23 de março de 1996: Terceira Crise do Estreito de Taiwan

#### 1949-1979
- 19 de outubro de 1950: A Batalha de Chamdo
- Dezembro de 1951 a 1953: Guerra da Coréia (sob a bandeira oficial dos Voluntários do Povo Chinês, embora fossem regulares do ELP)
- 1956 a 1959: Supressão do movimento de resistência tibetano
- 20 de outubro de 1962 a 21 de novembro de 1962: Guerra Sino-Indiana
- 11 de setembro de 1967 a 1 de outubro de 1967: confrontos de Nathu La e Cho La
- 1969 a 1978: conflito fronteiriço sino-soviético
- 17 de janeiro a 19 de janeiro de 1974: Batalha de Hoang Sa, uma batalha marítima com a Marinha da República do Vietnã perto das disputadas Ilhas Xisha
- 17 de fevereiro a 16 de março de 1979: Guerra Sino-Vietnamita

#### Modernização militar (década de 1980)

"O Homem dos Tanques" interrompe temporariamente o avanço de uma coluna de tanques do ELP em 5 de junho de 1989, durante o Massacre da Praça da Paz Celestial em Pequim.

- "O Homem dos Tanques" interrompe temporariamente o avanço de uma coluna de tanques do ELP em 5 de junho de 1989, durante o Massacre da Praça da Paz Celestial em Pequim.14 a 18 de setembro de 1981: Exercício Militar do Norte da China, o maior exercício militar desde a fundação da República Popular da China em 1949
- 1985: Deng Xiaoping reduziu significativamente o ELP e desmobilizou cerca de 1 milhão de soldados[10]
- 1986: Escaramuças fronteiriças com o Vietnã unificado
- 20 de maio a 9 de junho de 1989: Exército de Libertação Popular nos protestos da Praça Tiananmen de 1989 os protestos da Praça Tiananmen de 1989
- 1 de abril de 2001: Incidente na Ilha de Hainan, um jato da Marinha do Exército de Libertação do Povo Chinês interceptando um avião de reconhecimento da Marinha dos EUA colide com o avião americano. O piloto chinês é dado como desaparecido em ação (mas presumido como morto), enquanto a tripulação de reconhecimento americana é detida pelas autoridades chinesas, mas liberada pouco depois.